# Hans Bartels (Marineoffizier)

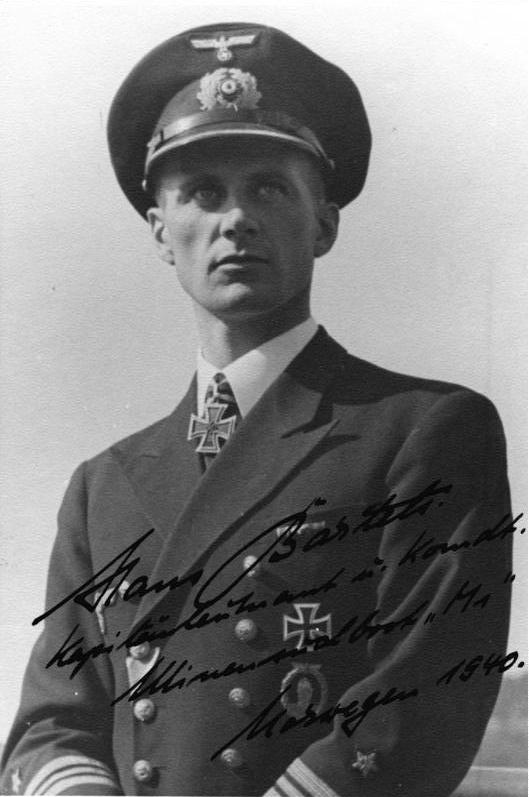
Hans Bartels im Jahr 1940 als Kapitänleutnant

Hans Bartels (* 5. Juli 1910 in Frankfurt am Main; † 31. Juli 1945 bei Rendsburg) war ein deutscher Marineoffizier, zuletzt im Range eines Korvettenkapitäns, im Zweiten Weltkrieg und Träger des Ritterkreuzes.

## Laufbahn

### Reichs- und Kriegsmarine
Nach seinem Abitur trat Bartels am 1. April 1931 in die Reichsmarine ein. Er erhielt seine seemännische Ausbildung u. a. auf dem Segelschulschiff Niobe und dem Leichten Kreuzer Karlsruhe; auf der Karlsruhe nahm er an deren zweiter Auslandsreise (30. November 1931 bis 8. Dezember 1932) unter Kapitän zur See Erwin Waßner teil.  Am 1. Januar 1933 erfolgte seine Beförderung zum Fähnrich zur See, und am 30. September 1934 wurde er auf das Linienschiff Schlesien kommandiert. Am 1. April 1935 erhielt er seine Beförderung zum Leutnant zur See. Am 2. Juli 1935 wurde er Wachoffizier auf dem Minensuchboot M 89 und am 1. Oktober 1936 auf dem Minensuchboot M 146. Nach einem Sperrwaffen-Lehrgang und der Beförderung zum Oberleutnant zur See am 1. Januar 1937 wurde Bartels am 5. März 1939 Kommandant des Minensuchboots M 1.

### Zweiter Weltkrieg
Während des Überfalls auf Polen operierte sein Boot von September 1939 bis Oktober 1939 in der Danziger Bucht.  Schon am 24. August 1939 hatten M 1 und die anderen fünf Boote der 1. Minensuchflottille die 230 Mann der Marinestoßtruppkompanie (MSK) in Memel abgeholt und sie  noch am gleichen Abend auf der Höhe von Stolpmünde auf hoher See auf das alte Linienschiff Schleswig-Holstein gebracht; die MSK scheiterte jedoch unter hohen Verlusten dabei, die Westerplatte am 1. September zu besetzen.
Noch vor Beendigung des Krieges gegen Polen erhielt der am 1. Oktober 1939 zum Kapitänleutnant beförderte Bartels den Befehl, mit M 1 in die Nordsee zu verlegen. Dort versenkte er, ohne Warnung und ohne militärische Notwendigkeit, in den frühen Morgenstunden des 24. Februar 1940 im Gebiet der Doggerbank die vier in Esbjerg beheimateten dänischen Fischkutter Ejjam (E 92), Gerlis (E 456), Merkator (E 348) und Polaris (E 504) durch Rammen. Bartels meldete seinen Vorgesetzten, dass „aus militärischen Gründen“ von den Kutterbesatzungen niemand gerettet wurde; 16 Fischer aus dem neutralen Dänemark verloren ihr Leben.
Bei der deutschen Invasion von Norwegen im April 1940 nahm sein Boot als Teil der 2. Minensuchflottille (Korvettenkapitän Kurt Thoma), zusammen mit M 2, M 9 und M 13, an der Besetzung von Egersund teil.  Danach führte er mit seinem Boot Sicherungs-, Aufklärungs-, Truppentransport- und Geleitdienst an der norwegischen Süd- und Westküste durch. In Kristiansand und Umgebung brachte er unter anderem ein großes (Odin) und drei kleine norwegische Torpedoboote und vier Patrouillenboote (bewaffnete Walfänger) auf, die danach von der Kriegsmarine übernommen wurden. Als der „Admiral norwegische Westküste“ Otto von Schrader das Boot in Bergen besuchte und dabei den Ausdruck „Tiger der Fjorde“ benutzte, malten Bartels und die Besatzung ihr Boot entsprechend an und hissten fortan eine selbstgemachte „Tigerflagge“. Am 15. April transportierte M 1 240 Heeressoldaten nach Bergen, brachte auf der Rückfahrt 13 Frachter eines sich zur Fahrt nach England sammelnden Konvois auf und überführte diese Schiffe nach Stavanger. Am 23. April 1940 brachte Bartels mit seinem Boot und zusammen mit der 1. Schnellbootsflottille Heerestruppen den Hardangerfjord und Eidfjord hinauf nach Ulvik. Dort sicherten sie den dort internierten deutschen Frachter Afrika, der im Sinken begriffen war, nachdem die Norweger beim Annähern der deutschen Flottille dessen Flutventile geöffnet hatten.  Kurz nachdem die Truppen in Bakranes (60° 34′ N, 6° 55′ O), dem Ortszentrum, an Land gegangen waren, kamen sie unter Feuer norwegischer Soldaten.  Dabei gab es einen Toten und 12 Verwundete. Daraufhin ließ Bartels das Feuer auf den Ort eröffnen. Alle 56 Häuser des Orts wurden durch den Artilleriebeschuss und durch Feuer zerstört; nur die Kirche wurde verschont. Am folgenden Tag, dem 24. April, transportierte sein Boot erneut Truppen, entdeckte und enterte dabei das zuvor von den Norwegern im Ulviksfjord internierte deutsche Motorschiff Cläre Hugo Stinnes 1 und nahm während der Rückfahrt nach Bergen weitere Dampfer als Prise.
Für seine Leistungen bei der Sicherung der westnorwegischen Fjorde wurde Bartels am 11. Mai 1940 mit dem Eisernen Kreuz I. Klasse und fünf Tage später mit dem Ritterkreuz ausgezeichnet.
Am 27. Mai 1940 wurde Bartels erster Führer des neu aufgestellten „Küstensicherungsverbands Norwegische Westküste“ beim Stab des „Admirals norwegische Westküste“ auf dem Wohnschiff Tan (ex Polaris) in Bergen. Einsatzgebiet des Verbands waren die Bereiche der Seeverteidigungskommandanten von Oslo, Kristiansand, Stavanger und Bergen.  Dort standen ihm zunächst nur vier Fischkutter und zwei Vorpostenboote zur Verfügung. Bis Ende September hatte er dann insgesamt 45 Boote beisammen, bewaffnet und mit Besatzungen, die in die 52. Minensuchflottille und die 51., 53. und 55. Vorpostenflottille gegliedert waren. In Anlehnung an den Tiger der Fjorde gab er seinen kleinen Booten den inoffiziellen Namen „Tigerverband“ und stiftete für sie die Ehrennadel des Tigerverbandes als eigene Auszeichnung.  Nachdem am 13. Oktober 1940 drei Räumboote durch Minen verloren gegangen waren, ließ Bartels zwölf kleine norwegische Fischerboote mit dem notwendigen Gerät ausrüsten und schuf so die kleinsten Minensuchboote der Kriegsmarine. Es waren Boote von nur 3,5 Tonnen, und sie erhielten alle den Namen „Zwerg“.  „Zwerg 7“ wurde sogar nach Berlin gebracht und dort Großadmiral Erich Raeder vorgeführt.

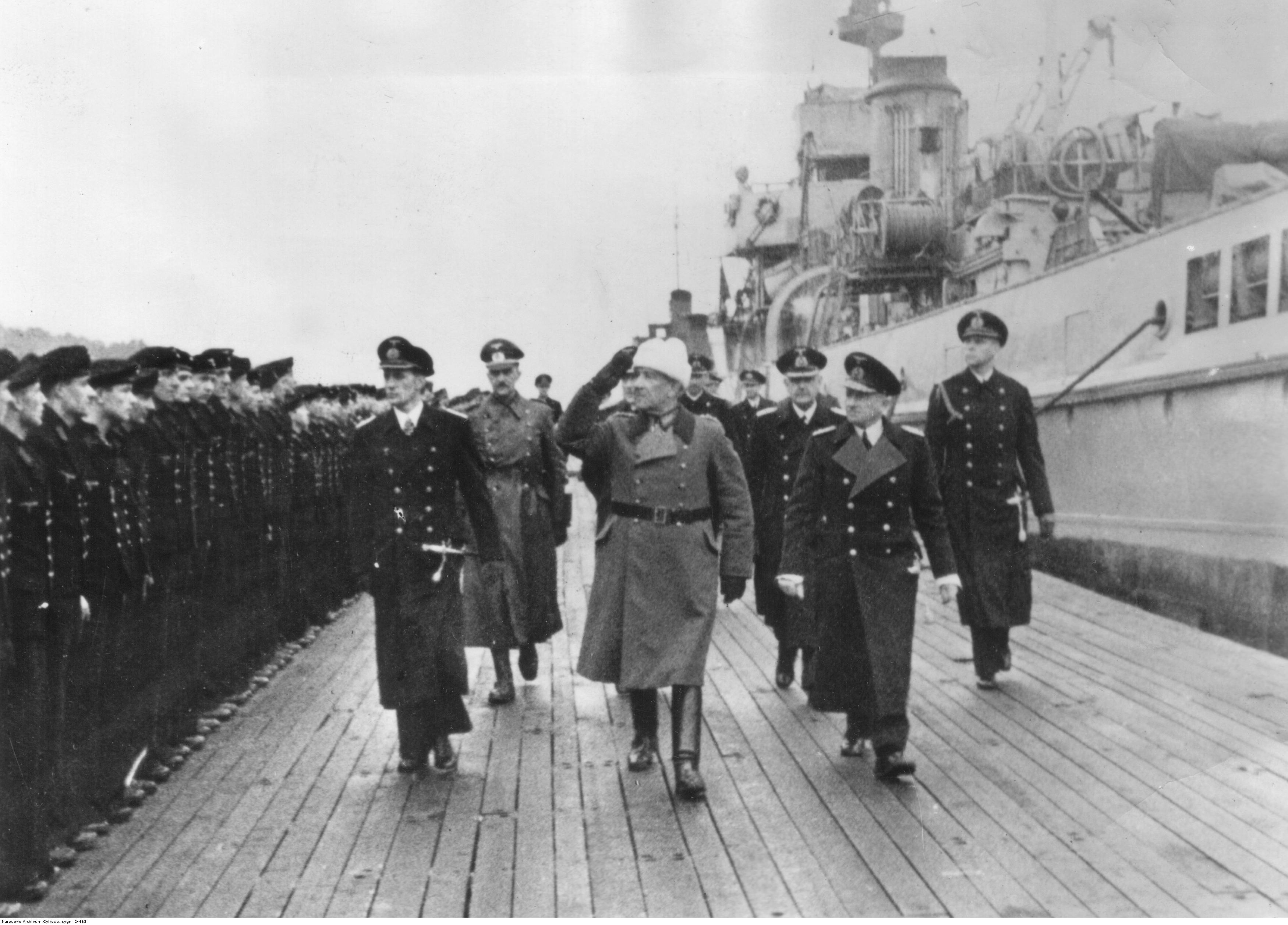
Bartels (links) mit Nikolaus von Falkenhorst und Otto von Schrader (1942)

Am 7. Dezember 1942 wurde Bartels als Erster Offizier auf den Zerstörer Z 24 versetzt, mit dem er in der Nordsee eingesetzt wurde.  Am 12. August 1943 wurde er Kommandant des Torpedoboots T 14. Mit diesem Boot nahm er am 29. August 1943 an der Entwaffnung der dänischen Marine teil.  Am 1. Oktober 1943 folgte seine Beförderung zum Korvettenkapitän.
Bereits im November 1943 wurde er als Kommandant von T 14 abgelöst und stattdessen mit der Aufstellung der ersten deutschen mobilen und einsatzfähigen Einheit von Marine-Kleinkampfmitteln beauftragt. Die so genannte „Einsatz-Abteilung Heiligenhafen“, Vorläufer der späteren „Marineeinsatzkommandos“, unterstand dem „Marineoberkommando Ost“, bestand aus Marine- und Heeresangehörigen und sollte Kommandounternehmen an den britischen Küsten und in der Adria durchführen.
Nachdem am 21. November 1943 im Hafen von Bergen ein britisches Kleinst-U-Boot vom Typ Welman unbeschädigt erbeutet und danach in Deutschland eingehend untersucht worden war, bereitete Bartels in ersten Verhandlungen am 4. und 9. Februar 1944 den Weg zum Bauauftrag des auf der Grundlage dieses Bootes konzipierten deutschen Kleinst-U-Boots Biber mit den Flender-Werken in Lübeck vor.  Der erste Prototyp des Biber war am 15. März 1944 fertig und am 29. März 1944 zur ersten Seeerprobung bereit. Zwar missglückte der erste Tauchversuch, aber nach einigen Veränderungen wurde der Biber als tauglich befunden, und 300 Einsatzboote wurden bestellt. Im August 1944 wurde Bartels bei den Kleinkampfverbänden der Kriegsmarine Kommandeur des Lehrkommandos 250 im Reichswald bei Lübeck-Schlutup. In dieser Stellung, die er bis Kriegsende innehatte, war er verantwortlich für die Ausbildung und den Einsatz der insgesamt neun Biber-Flottillen, die von der Kriegsmarine aufgestellt wurden. Das Lehrkommando 250 bestand aus der 1. bis 9. Biberflottille (K-Flottillen 261–270). Am 28. August 1944 ging er selbst mit den 25 Bibern der K-Flottille 261 (1. Biber-Flottille, Kapitänleutnant Wolters) zur Verstärkung der dortigen Marder-Einheiten nach Fécamp/Normandie.  Ein Einsatz von 18 Booten in der Nacht zum 30. August war wegen des schlechten Wetters erfolglos. 16 Boote mussten ihren Einsatz vorzeitig abbrechen. Die beiden übrigen meldeten die Versenkung von jeweils einem Frachter, was jedoch von alliierter Seite nie bestätigt wurde, und kehrten anschließend unbeschadet zurück. Schon am 31. August musste die Flottille Fècamp beim Anrücken britischer Truppen überhastet wieder verlassen.  Nahezu alle Biber wurden gesprengt.  Die wenigen, für die geeignete Transporter zur Verfügung standen, verließen den Hafen nur eine Stunde vor dessen Einnahme durch die Alliierten und wurden durch britischen Panzerbeschuss zerstört.
Im März 1945 befehligte Bartels ein Sonderkommando (Deckname „Puma“) von Kampfschwimmern der Kleinkampfverbände der Kriegsmarine (K-Verbände) und Froschmännern des „SS-Jagdverbands Donau“, das die am 7. März 1945 von amerikanischen Truppen eroberte Brücke von Remagen sprengen sollte. Der erste Versuch am 12. März scheiterte, da die Männer von Suchscheinwerfern entdeckt und dann unter Feuer genommen wurden. Da bereits am 11. März 1945 zwei Pontonbrücken in der Nähe in Betrieb genommen worden waren, erachtete Bartels einen zweiten Versuch als sinnlos, und Admiral Hellmuth Heye, Chef der K-Verbände, verwarf daraufhin den Einsatz von Kampfschwimmern. Die Brücke stürzte schließlich am 17. März doch noch aufgrund zuvor erlittener Schäden ein.

### Nachkriegszeit
Mit der Kapitulation der Wehrmacht geriet Bartels in britische Kriegsgefangenschaft. Er wurde wenig später im Deutschen Minenräumdienst reaktiviert und nahm an der Minenräumung der deutschen Seegebiete teil. Kurz darauf wurde er bei einem Unfall nahe Rendsburg am 31. Juli 1945 tödlich verletzt.

## Auszeichnungen
- Medaille zur Erinnerung an den 1. Oktober 1938 am 20. Dezember 1938
- Kriegsabzeichen für Minensuch-, U-Boot-Jagd- und Sicherungsverbände im Jahre 1940
- Eisernes Kreuz II. Klasse am 19. Februar 1940
- Eisernes Kreuz I. Klasse am 11. Mai 1940
- Ritterkreuz des Eisernen Kreuzes am 16. Mai 1940

## Werk
- Tigerflagge heiß vor! Deutscher Heimatverlag Ernst Gieseking, Bielefeld, 1941